# Торе-Бюргер, Теофиль
Этьен-Жозеф-Теофиль Торе (фр. Étienne-Joseph-Théophile Thoré; известный как Теофиль Торе-Бюргер, фр. Théophile Thoré-Bürger; 23 июня 1807 — 30 апреля 1869) — французский журналист и искусствовед. Известен прежде всего своим повторным открытием работ художника Яна Вермеера Делфтского.

## Биография
Торе-Бюргер родился в Ла-Флеш во Франции. Его карьера как искусствоведа началась в 1830-х годах, но он также был активным политическим журналистом. В марте 1848 года основал газету La Vraie République, которая вскоре была запрещена Луи-Эженом Кавеньяком. Год спустя, в марте 1849 года, он основал ещё одну газету Le Journal de la vraie République, которая тоже вскоре была запрещена. Тор-Бюргер отправился в ссылку в Брюссель, но продолжал публиковать статьи под псевдонимом Уильям Бюргер. Вернулся во Францию только после амнистии 1859 года. Умер в Париже десять лет спустя.
Сегодня Торе-Бюргер известен прежде всего тем, что заново открыл работы Яна Вермеера и нескольких других голландских художников, таких как Франс Халс (он первым описал портрет Малле Баббе), Карел Фабрициус и других. Интерес Торе-Бюргера к Вермееру возник в 1842 году, когда он увидел картину «Вид Делфта» в Маурицхёйсе в Гааге. Имя Вермеера было полностью забыто в то время. Торе-Бюргер был настолько впечатлён «Видом Делфта», что провёл годы, перед ссылкой, в поиске других работ художника. В конце концов он опубликовал описания и каталог работ Вермеера, хотя многие из картин, которые он приписал мастеру, оказались работами других художников.

## Избранные публикации
- Dictionnaire de phrénologie et de physiognomonie, à l’usage des artistes, des gens du monde, des instituteurs, des pères de famille, des jurés, etc., 1836 Available online
- La Vérité sur le parti démocratique, 1840 Available online
- Catalogue de dessins des grands maîtres, provenant du cabinet de M. Villenave, 1842
- Le Salon de 1844, précédé d’une lettre à Théodore Rousseau, 1844
- Dessins de maîtres, Collection de feu M. Delbecq, de Gand, 1845 Available online
- Catalogue des estampes anciennes formant la collection de feu M. Delbecq, de Gand, 1845 Available online
- La Recherche de la liberté, 1845
- Le Salon de 1845, précédé d’une lettre à Béranger, 1845
- Le Salon de 1846, précédé d’une Lettre à George Sand, 1846 Available online
- Le Salon de 1847, précédé d’une Lettre à Firmin Barrion, 1847 Available online
- Mémoires de Caussidière, ex-préfet de police et représentant du peuple, with Marc Caussidière, 2 vol., 1849 Available online: 1, 2
- La Restauration de l’autorité, ou l’Opération césarienne, 1852
- Dans les bois, 1856
- En Ardenne, par quatre Bohémiens. Namur, Dinant, Han, Saint-Hubert, Houffalize, La Roche, Durbuy, Nandrin, Comblain, Esneux, Tilf, Spa, in collaboration with other writers, 1856
- Trésors d’art exposés à Manchester en 1857 et provenant des collections royales, des collections publiques et des collections particulières de la Grande-Bretagne, 1857
- Amsterdam et La Haye. Études sur l'école hollandaise, 1858
- Çà & là, 1858
- Musées de la Hollande, 2 vol., 1858—1860
- Études sur les peintres hollandais et flamands. Galerie d’Arenberg, à Bruxelles avec le catalogue complet de la collection, 1859
- Musée d’Anvers, 1862
- Trésors d’art en Angleterre, 1862
- Van der Meer (Ver Meer) de Delft, 1866